# Ваявіга (містечко, Вісконсин)
Ваявіга (англ. Weyauwega) — місто (англ. town) в США, в окрузі Вопака штату Вісконсин. Населення — 567 осіб (2020).

## Демографія
Згідно з переписом 2010 року, у місті мешкали 583 особи в 237 домогосподарствах у складі 159 родин. Було 299 помешкань
Расовий склад населення:
| - 98,1 % — білих |

До двох чи більше рас належало 1,2 %. Частка іспаномовних становила 5,3 % від усіх жителів.
За віковим діапазоном населення розподілялося таким чином: 22,0 % — особи молодші 18 років, 61,9 % — особи у віці 18—64 років, 16,1 % — особи у віці 65 років та старші. Медіана віку мешканця становила 44,9 року. На 100 осіб жіночої статі у місті припадало 109,7 чоловіків;  на 100 жінок у віці від 18 років та старших — 113,6 чоловіків також старших 18 років.
Середній дохід на одне домашнє господарство  становив 75 169 доларів США (медіана — 60 625), а середній дохід на одну сім'ю — 82 139 доларів (медіана — 73 281). Медіана доходів становила 45 114 долари для чоловіків та 40 833 долари для жінок. За межею бідності перебувало 7,3 % осіб, у тому числі 8,2 % дітей у віці до 18 років та 10,0 % осіб у віці 65 років та старших.
Цивільне працевлаштоване населення становило 352 особи. Основні галузі зайнятості: виробництво — 26,4 %, сільське господарство, лісництво, риболовля — 22,2 %, роздрібна торгівля — 10,5 %, освіта, охорона здоров'я та соціальна допомога — 10,2 %.